# Île Moreton
L'île Moreton, (Moreton Island en Anglais), est une île de sable de la mer de Corail située au large de Brisbane, et à la limite de la baie Moreton.

## Histoire
Des objets trouvés sur l'île prouvent qu'elle a été habitée par des aborigènes avant l'arrivée des Européens. Ceux-ci vivaient essentiellement de la mer et ses ressources.
L'île Moreton fut "découverte" par James Cook lorsqu'il arriva dans la baie de Moreton. Bien que ce fut lui qui le premier donna le nom de cap Moreton au cap Sud de l'île, ce fut Matthew Flinder qui nomma officiellement l'île le 31 juillet 1799.
James Cook a d'ailleurs baptisé la baie Morton, en hommage à Lord Morton, alors président de la Royal Society. Le nom Moreton n'est du qu'à une erreur dans la première publication du récit des voyages de Cook.
L'île fut par la suite utilisée pour défendre Brisbane durant la Seconde Guerre mondiale. Des canons anti-aériens ont notamment été installés par l'armée australienne.
Entre 1952 et 1962, Tangalooma, sur la côte Ouest de l'île abrita une station de pêche baleinière, l'île se situant sur le parcours de migration des baleines.
Depuis quelques années, elle voit un fort développement touristique. Un complexe hôtelier a vu le jour sur la côte Ouest, et des liaisons quotidiennes par ferry permettent aux touristes de s'y rendre. 
Elle est aujourd'hui classée parc national.

## Géographie

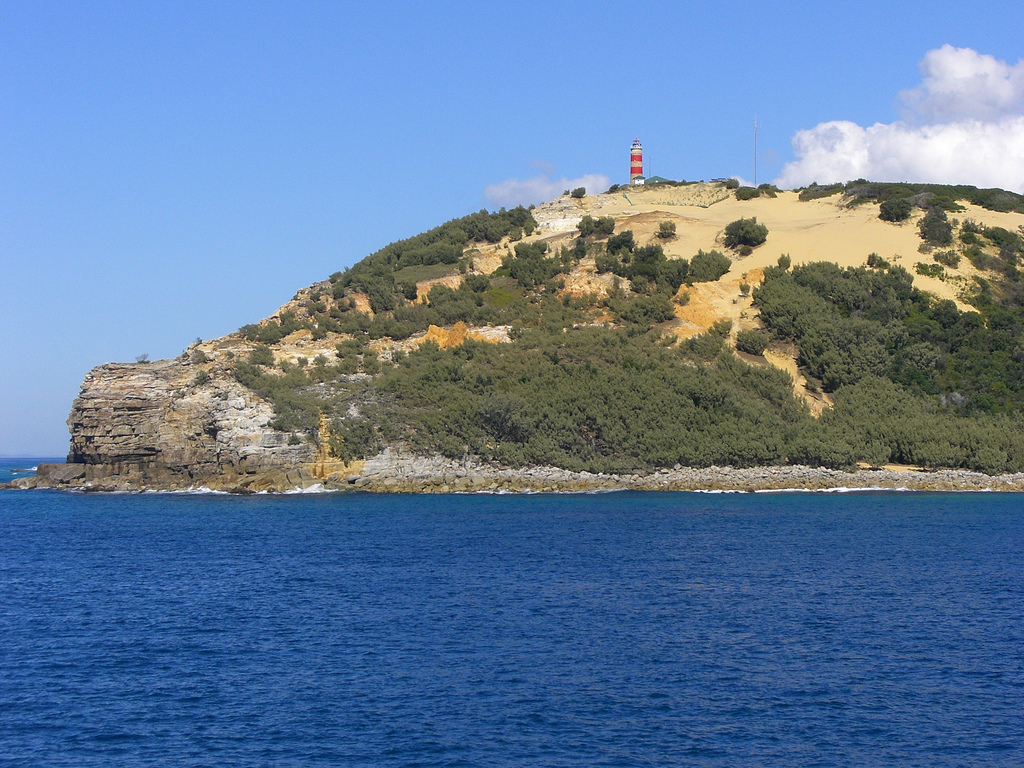
le phare

L'île Moreton est une île de sable, d'environ 38 kilomètres dans sa longueur, et de 2 à 10 kilomètres de largeur.
Le point culminant est le Mont Tempête, avec 278 mètres. L'île est connue pour abriter de nombreuses dunes de sable, dont l'une est réputée être la plus haute au monde.
L'intérieur de l'île est très sauvage. Seuls un chemin piéton et une piste réservée aux 4*4 la traversent. Il est tout de même possible de se déplacer sur les grandes plages de sable fin qui font le tour de l'île, à pied ou en 4*4.

## Faune et flore
Sur la terre, l'île abrite des cochons sauvages, quelques kangourous et quelques koalas difficiles à apercevoir. Sont aussi présents une grande diversité d'oiseaux, dont des kookaburras, et des pyguargues.
La baie Moreton regorge d'espèces marines, comme les dugongs, tortues de mer, dauphins, petits requins. De vieux bateaux ont même été coulés près des plages pour servir de refuge à la vie marine. Cette affluence de poissons fait de la plongée une activité très pratiquée sur l'île.

## Tourisme
De nombreuses animations destinées au touriste sont disponibles sur l'île. Outre la location de kayaks, quads, catamarans, masques et tubas, il est également possible de pratiquer le sand surf (glissades sur les dunes de sable avec une planche) ou de nourrir des dauphins semi-sauvages.
Un complexe hôtelier abrite de nombreux bars et restaurants, bungalows et terrains de sport au bord de la plage.

### Webographie
- Notice dans un dictionnaire ou une encyclopédie généraliste :   - Britannica
- Notices d'autorité :   - VIAF